# Machonet
Machonet (auch Mokchoinet, wahrscheinlich beides falsch aus dem Griechischen transkribiert) war ein britischer Sportschütze, der an den Olympischen Sommerspielen 1896 teilnahm. Sowohl sein Vorname als auch sämtliche anderen Daten über ihn sind unbekannt, sogar sein Nachname ist wahrscheinlich falsch transkribiert. Er nahm am Wettkampf mit dem Militärgewehr über 200 Meter teil. Seine genauen Ergebnisse sind nicht bekannt, er gewann jedoch keine Medaille.